# EXAR
Die EXAR – Europäische Vereinigung zur Förderung der Experimentellen Archäologie e. V. (englisch European Association for the advancement of archaeology by experiment) ist ein Zusammenschluss internationaler Arbeitsgruppen und Institutionen zur Förderung der Experimentellen Archäologie.
Der Verein wurde federführend von Mamoun Fansa von verschiedenen Personen und Arbeitsgruppen am 30. August 2002 gegründet. Der Zweck des Vereins ist die Förderung von Arbeiten der Experimentellen Archäologie, die Förderung von Kontakten zwischen Wissenschaftlern, Experimentatoren sowie kulturellen und wissenschaftlichen Institutionen und der Öffentlichkeit sowie die Förderung der Bildung auf nationaler und europäischer Ebene. Anlass war die vom Staatlichen Museum für Naturkunde und Vorgeschichte in Oldenburg konzipierte und über 14 Jahre in 30 europäischen Museen gezeigte Wanderausstellung Experimentelle Archäologie in Deutschland, die ein sehr breites Echo in der Öffentlichkeit und der archäologischen Fachwelt fand. Die Ausstellung verdeutlichte, dass die Experimentelle Archäologie zahlreiche neue Impulse der universitären Forschung liefern kann.
Der Verein gibt im regelmäßigen Turnus die wissenschaftliche Zeitschrift Experimentelle Archäologie in Europa heraus. Des Weiteren fördert der Verein Sonderpublikationen und wissenschaftliche Veranstaltungen, welche die Themen Experimentelle Archäologie und deren Vermittlung behandeln. Bereits seit dem Jahr 1990, also noch vor Gründung der EXAR, werden regelmäßige Tagungen unter internationaler Beteiligung an verschiedenen Orten in Europa abgehalten. Die erste EXAR-Tagung wurde 2003 in Wien abgehalten und in den Folgejahren in Hochdorf an der Enz, Bozen, Albersdorf, Alphen aan den Rijn, Oldenburg, Berlin, Unteruhldingen, Schleswig und Brugg.
Vorsitzende:
- 2002–2008: Mamoun Fansa
- seit 2008: Gunter Schöbel[2]

## Veröffentlichungen
- Zeitschriften
  - Experimentelle Archäologie. Bd. 1991–2002, Isensee, Oldenburg (Oldenburg)
  - Experimentelle Archäologie in Europa. Bd. 1/2002-, Isensee, Oldenburg (Oldenburg)

- Sonderbände
  - Von der Altsteinzeit über "Ötzi" bis zum Mittelalter. Isensee, Oldenburg (Oldenburg) 2005, ISBN 3-89995-266-9
  - Dominique Görlitz: Die Anfänge der Seefahrt. Isensee, Oldenburg (Oldenburg) 2007, ISBN 978-3-89995-420-3